# 林希

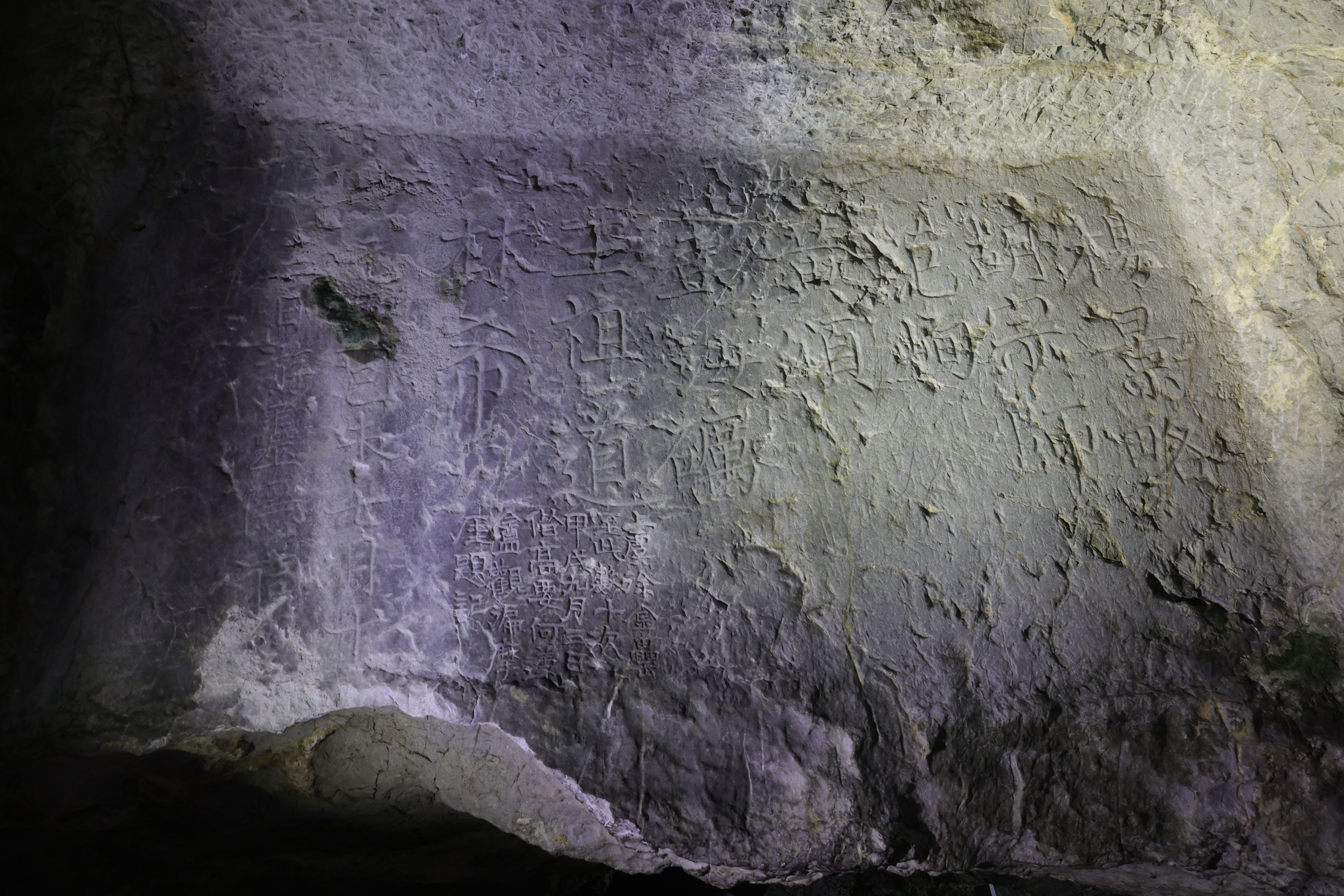
元丰二年己未，林希、王祖道、杨景略、范峋、苗頔等人游杭州飞来峰时留下的题刻，林希的名字在左侧，林字稍显漫漶。

林希（1035年—1101年），字子中。福建福清人。北宋官员。

## 生平

### 早期
嘉祐二年（1057年）进士，为别头省试第一人，调任泾县主簿，治平二年（1065年）九月被任为编校昭文馆书籍。熙宁三年（1070年）五月，被任为馆阁校勘，五年（1072年）三月与同僚合作完成《编修条例》六卷。八年（1075年）二月，因编校四馆书籍完毕，获赐银、绢各三十匹两。三月，史馆修撰宋敏求称自己奉诏续修国朝会要，请求差著作佐郎馆合校勘林希为编修官。林希被任为充检阅文字。九年（1076年）五月，在同知太常礼院任上上言遣官朝拜诸陵诸事，获准。七月，奉命乘驿祭谢洪州顺济侯庙。后为集贤校理。十年（1077年）五月，为仁宗、英宗两朝正史编修官。七月，与同僚们在监修国史吴充率领下以《仁宗、英宗纪草》进呈。十二月，编修院称王存、林希奉诏编修会要，每日讨论国史，难以专修，请求派光禄寺丞李德刍、试校书郎陈知彦修会要，获准。皇后丧父，太常院商议当服浅素，林希奏：“《礼》：后为父降服期，今服浅素，不经。”元丰元年（1078年）正月奉命以假右正言、直昭文馆为副使出使高丽，害怕得变了脸色，辞行，神宗怒，三月，改派太常博士、秘阁校理陈睦，责林希监杭州楼店务，批道“林希形貌忧郁，如果让高丽人看到他如此形状，不能传达朝廷眷顾、遣使通好之意”。三年（1080年）五月，林希被复召为修国史院编修官，但因御史何正臣进言，改命江阴县主簿、太学博士、崇文院校书蔡卞。四年（1081年）十二月，在著作郎任上奉诏写《应臣僚答高丽国王书》并呈送御书院。一年多后，通判秀州，复知太常礼院，五年（1082年）四月，以奉议郎、集贤校理、知礼院为承议郎、行著作佐郎。六月，因修成国史，与同僚史官等获赐银绢有差。同月，宰相王珪请求修仁宗、英宗两朝宝训，诏秘书省著作局依例修进，派林希、曾肇为之。迁礼部员外郎。又任礼部郎中。六年（1083年），诏修《两朝宝训》，四月，因御史发现算学比类文武律学立法文字施行有误，林希被罚铜十斤。同月，献上《两朝宝训》二十一卷，获赐银、绢二百。八年（1085年）三月，驳回太常少卿叶均等对祭祀的质疑。八月，诏以林希兼著作。职事官兼职自此始。同月，改任秘书少监。
苏轼被迁起居舍人，找宰相蔡确辞让。蔡确说：“公徊翔久矣，朝中无出公右者。”苏轼说：“昔林希同在馆中，年且长。”蔡确说：“林希就应该比你先被提拔吗？”不许。
元祐元年（1086年）二月，以左司郎中兼著作佐郎被任为修《神宗实录》检讨官。三月，被任为起居舍人、修实录检讨官。七月，为起居郎。八月，侍御史王岩叟奏称林希妻弟陆长愈无行，却因林希有所请托得到有心结交林希及其弟林旦的中书侍郎张璪举荐，哲宗为此大怒。九月，召试为中书舍人，因言官右司谏王觌等争论他“谄奉王珪无所不至，与其不肖子弟日相亲昵，在韩缜作相后复为其鹰犬”“交结张璪”“虽然其弟林旦是殿中侍御史，与我同为言官，我不敢隐瞒其兄之恶”“行谊浮伪，士论羞薄”，听闻林希已有表章求免召试，请求外放林希而止。御史中丞刘挚也曾奏论林希奸邪不可为中书舍人，得知林希已得除授，又上言反对，称林希是攀附朋党而急进的，并同时弹劾张璪举荐陆长愈等事。王岩叟及监察御史孙升也都作了类似上奏，孙升比其为前起居郎满中行。当月，林希被下诏改集贤殿修撰，知苏州，陆长愈也被罢免馆职。王岩叟赞哲宗此举英明。十一月，王岩叟弹劾时任起居舍人曾肇，称他拜中书舍人不合公议，词艺又不如林希，希望哲宗如前罢黜满中行、林希之例罢黜曾肇。殿中侍御史吕陶亦作类似上奏。林希后又知宣州、湖州、润州，四年（1089年）在润州任上奏复吕城堰，置上下闸，按时开闭。其后，京口、瓜州、奔牛皆置闸。同年，时任知杭州的苏轼开湖、造堤，林希榜为“苏公堤”。五年（1090年）六月，为天章阁待制。久后知杭州。任内，荐杭州司理参军葛胜仲试学官及词科，都是第一等，使其得以除授兖州教授，入为太学正。六年（1091年）三月，有诏迁官。八月，上疏言两浙水灾之状。闰八月，上言：“太湖积水未退，为苏、湖大患。请求专委监司亲临濒海泄水处，相度开决，务必使积水渐退，民田复出，流移归业。”诏左朝奉郎邵光与本路监司同导积水。七年（1092年）十月，又为礼部侍郎，八年（1093年）三月，监察御史来之邵又以林希人品为由反对，于是林希在赴任途中又改为知亳州。

### 迫害群臣
绍圣元年（1094年），以宝文阁直学士知成都府。宋哲宗亲政后，留任其为中书舍人，修《神宗实录》，兼侍读。哲宗曾问林希：“神宗殿曰宣光，前代有此名乎？”答：“此石勒殿名也。”于是哲宗改宣光殿为显承殿。元祐群臣司马光、吕大防、吕公著、刘挚、苏轼、苏辙、梁焘等数十人被罢黜，林希都秘密参与，相关诏书都是林希所作，极尽诋毁之辞，在当年四月降授知汝州苏辙为左朝议大夫、徙知袁州的诏书中写道“垂帘之初，老奸擅国，置在言路，使诋先朝，反以君父为仇，无复臣子之义。”斥责哲宗祖母宣仁皇后“老奸擅国”，读者无不愤叹；并弹劾吕公著子秘阁校理知怀州吕希哲：“吕大防由吕公著援引，故进希哲以酬私恩。凡大防辈欺君卖国，皆公著为之倡；而公著之恶，则希哲导成之，岂宜污华职。”章惇用事，曾说：“元祐初，司马光作相，用苏轼掌制，所以能鼓动四方，安得斯人而用之？”有人说：“林希可。”于是林希被下迁中书舍人，章惇想用他迫害元祐群臣，许诺以他为同省执政。当时缺少翰林学士，章惇多次举荐林希，但哲宗任命了知开封钱勰。一日林希草诏完毕，掷笔于地说：“坏尽名节矣！”六月，说吏部侍郎、新除庐州王钦臣是因依附吕大防而进用，于是哲宗诏王钦臣除集贤殿修撰、知和州。七月，林希又弹劾吕希哲弟中书舍人、同修国史吕希纯曾草宣仁皇后族人迁官诰，有“昔我祖妣正位宸极”之语，其言失当，及其变乱奉祀礼文、荐牙盘食等数事，哲宗诏罢免吕希纯官职，出为宝文阁待制、仍知亳州。
当年，林希等众臣请罢合祭。诏从之。绍圣初年，林希请稽考庆历以后未经编次的臣僚，其子孙应录用者以次编定。
绍圣元年十月，知枢密院事曾布、韩忠彦弹劾章惇，举“不欲除林希经筵（讲课之职）而终除”等章惇行事违背哲宗意图的例子。二年（1095年）四月，林希等奉诏举荐堪任使者二员。九月，林希在权知礼部尚书任上，监察御史常安民称林希是章惇谋客，章惇肆横强狠都是林希所教。移吏部尚书、翰林学士，三年（1096年）七月奏请将川、峡、福建、湖南路季阙并去，替一年使阙，后因吏部上言，于五年（1098年）正月获准。四年（1097年）闰二月拜同知枢密院事。章惇怀疑曾布离间自己，以林希为此官以伺察之。三月，曾布与林希一同进言行保甲、三省行八路差官法等事。四月，曾布对哲宗说：“林豫近日对臣及林希言，福建只有二凶人，一在馆阁，一高科，乃林自（时任宣德郎）、方天若（当年进士）也。”殿中侍御史陈次升说：“臣伏闻翰林承旨蔡京同林希先荐太学博士郑居中充御史，已闻不召，今又闻有旨令上殿，臣不知所由。”校书郎陈瓘通判沧州，曾布、林希说陈瓘登高科，不宜补外。林希说：“陈瓘曾为越州签判，与下人论事不合，就拂衣去。但人材实不可得。”哲宗欣然采纳二人所言。章惇反对。许将晚间见林希，大怒：“惇语言颠倒若此，何可与语？瓘纳忠于惇，凡密语却皆以告蔡卞，殊可怪。议论如此，岂复更可开晓？枢密更休管他（曾布）。”林希自度也无可立朝，郁闷而已。他在权知贡举任上，与他人上言：应试举人只试策一道大略，请求依进士试策三道。诏从此发解省试，添试策一道。四月，与曾布称宣仁皇后必无干预立皇帝之心。曾布又弹劾自己，说林希曾对自己说：“贬窜者未足道，但设此言以离间宣仁，使上于宣仁不能无疑，致其骨肉间有芥蒂，此尤为可愤。”五月，哲宗与曾布、林希议论刚去世的文彦博，曾布说“悔过”“还主”不是人臣应该说的话，林希说：“安焘（时任知河南府）亦曾面折此语。”曾布说：“臣适方与林希言，祖宗朝侍从言事官以事黜谪，不久即召用，未尝有以一言终废者。”林希后又针对李定家事说：“外方监司辈承望朝廷风旨，人人称荐李景渊、景夏辈，要便收用。罪废之家，便得京官，已为侥幸，更欲不次升擢，岂有此理！”请求出官使臣亦依进士试策三道，获准。又与曾布同进呈三省施行中人事。当月，附和曾布对起居郎兼权中书舍人沈铢获罪受罚一事的意见。哲宗问曾布林希为人，曾布说林希正直，哲宗不信。因三省奏两浙转运副使张绶不称职，将以知苏州贾青代之，曾布、林希说：“张绶无他，只是曾牒陈次升，问周穜（蔡卞门客）索钱，故三省恶之。兼贾青苛刻，前在福建起狱，所按官吏，有至除名，其后理雪，乃实无罪。今又使之使一路，不合物论。京东有吕升卿（时任京东路察访），两浙有贾青，数路人情汹汹不安矣。”哲宗然之，但最终还是按三省所议以贾青代张绶。六月，哲宗说知熙州孙路所言灰家觜“有良田千顷可耕，足以自给”不可信，曾布和林希都赞同，而反对章惇对边事的看法。林希又与曾布对哲宗议论新规顺的番将李忠杰事，又同呈御批，称赞哲宗肃清宫闱可谓英断。林希又举荐林自，又说周秩自淮南移京西，众人都担心他路过京城就被留下了。哲宗说无此事。林希上言请求哲宗勿以执政所悦者为言事官，公选正直之士，非朋附执政之人为之，则为有所补益。先前，枢密院奏事，哲宗说：“中书录黄文字，大程官辄以示人，有关防否？”曾布及林希答：“此辈多以转官及除授、差遣报人求货赂尔。二府文字往还，亦多实封，但恐不免私启封以示人，当更勘会，如未有刑名约束，当立法。”哲宗说：“当严为约束。”曾布、林希退下后，哲宗谕三省，遂立法，下诏：“大程官承发内降并入进及已得旨关录三省文书，转私封发及以示人者，徒一年、五百里编管；赃重者以不枉法论许人告捕，赏钱三十贯。”八月，哲宗对林希说仙秦凤等路提刑刘唐老出言不慎引发的“同文馆之狱”事：“卿以撰制词，亦在诛戮中。”林希说：“臣与曾布但剽闻而已，未尝敢询三省也。”退下后告诉曾布。九月，林希说：“陛下但以公议擢三两人置之言路，不必谋于执政，则必有补矣。”又与曾布反复为打了败仗被弹劾处以死罪的皇城使、诚州防御使折可适求情，哲宗释然。哲宗因有星象之变下诏求直言。曾布因而奏事说林希所言：方天若登舟欲行，闻诏，又留下上书。林希也进言：“陛下寅畏如此，未知大臣能奉行圣意否？”十月，边报言：“羌人以彗星肆赦罢兵，已放散人马。”哲宗说：“羌人犹畏天变，况中国乎！”曾布与林希都说：“陛下寅畏如此，乃盛德事。天变诚不可忽，兵革之事，尤不可不重。”哲宗深然之，说：“星变多主兵革，何可忽也！”因曾布、林希所请，哲宗以宣德郎陈瓘、承事郎张庭坚充枢密院编修文字。林希曾说：“但推明正论，以消邪党，最为得尔。”邢恕唯唯而已。邢恕上疏弹劾曾布、林希。十一月，沈铢被哲宗除中书舍人，兼侍讲，林希认为沈铢无大恶，哲宗此举无错。邢恕图谋与谏官攻击林希。因林希进言，本已被放归田里的程颐被贬为涪州编管。林希本意邢恕必救程颐，可趁机倾轧邢恕。邢恕对林希说：“便斩程颐万段，恕亦不救。”闻者笑之。时任殿中侍御史陈次升被任为左司谏，林希对曾布说：“上许可未有若今日之快也。”又说：“刘拯（时任给事中）在绍圣初，犹曾论事，若其朋附，或所不免。邓棐（曾任徽猷阁待制）蠢然无知，但知倾身朋附人尔。”

### 罢官外放
林希日复一日被曾布所诱，怨章惇不引自己为同省执政，于是依附曾布、背叛章惇。哲宗因京东、河北转运副使黄寔久为监司，议召用，曾布秘密阻挠。林希说：“黄寔两女皆嫁苏辙（或误作苏轼）二子，所为不正，不宜用。”于是哲宗以黄寔知陕州，为江、淮发运副使。林希又推荐给事中叶祖洽，称他最正直，哲宗说此人不可大用，作罢。五年（1098年）正月，哲宗不欲以章惇推荐的熙州转运使张询为帅，曾布、林希都认同。曾布曾在单独奏事时说到林希不自安、自己和林希是亲戚等。哲宗说：“林旦在元祐年间有诋毁先朝文字，独不曾行遣，以希故也。”曾布说就是林旦攻击蔡卞等人导致林希与蔡氏兄弟失和，还说之前陕西转运判官李譓就提到过御史中丞安惇攻击林希的事，林希已问过吕升卿问得其实了。哲宗说安惇从未攻击林希。哲宗对曾布说林希党附吕公著，曾布说林希也曾骂吕公著。哲宗又说林希党附王珪、为王珪罢黜不乐，曾布又为之辩解。先前林希也曾提及李譓所言，还说当时正获罪的朝奉郎、国子监丞苏駉曾说“见了中丞邢恕，待教臣过三省”，并上了札子，还说哲宗召对章惇太久，半个时辰以上即可。一次安惇入朝，林希就不入朝，哲宗与曾布议论此事，说林希有失大体。四月，邢恕论林希之罪，说罢免林希则权归皇帝，留下林希则权归宰相；苏駉兄苏诒是林希女婿，苏駉对章惇推荐林希，自己被林希和苏駉诬告，群臣畏惧章惇、林希如虎；章惇也借机以苏駉事排挤背叛自己的林希；林希在中大夫任上以“私积怨愤，密较口语，回互轻重，志在中伤”之名被罢同知枢密事，出亳州。林希称邢恕是报复自己当初攻击吕公著事。曾布曾说哲宗说林希和许将也是亲家。哲宗认为林希之前所述苏駉事前后不一。曾布为其辩解。邢恕又怀疑林希党附章惇而归罪苏駉，上表为苏駉说情，弹劾林希奸邪及其昆弟子侄皆居要职等。六月，已就任亳州的林希奉敕撰到浑天仪象碑文。诏送浑天仪象所立石。蔡卞请辞，曾布认为不可，认为林希去职尚未有人代任。八月，曾布论及边事时不认同章惇，说林希在的时候就反对过。九月，林希又移杭州，曾布不能相救。安惇上疏认为不当，被留中。刘拯被任为守右司员外郎，曾布对章惇说：“上固尝对林希言拯不可为言官。”章惇笑道：“此除且是矣。”意即林希多以其差除为不然。元符二年（1099年）正月，因章惇、曾布所议，林希以端明殿学士知太原府，五月，在河东经略使任上上言：“北界擅移久良津榷场，关门不收公牒。乞更移牒一次，如不收，即更不移牒。”获准。六月，河东路经略司言：“银城、肃定之间，南至神泉共二百一十四里，以吐浑河分定麟府、岚石两路地分，共建四寨，并通路小堡子四座，形势险固，经久可以守御。”诏林希相机行事。七月，林希又言北界沿边都巡检、管勾朔州同知多造事端，越境取水等事，准奏。八月，因曾布不认可此事，林希惊恐。因林希所奏，诏葭芦寨特建为晋宁军。因林希进筑大和、弥川、宁河、通秦等四寨、四堡完毕，林希得以以端明殿学士、中大夫、河东路经略安抚使、知太原府迁太中大夫、资政殿学士。
三年（1100年）正月，宋徽宗登基后，曾与曾布议论众臣，谈及林希，曾布不置可否。林希徙知大名府，上河东边计三策，不久因“词命丑正之罪”被夺职。十月，因中丞丰稷进言，被下诏降端明殿学士，知扬州。十一月，左正言陈祐又言林希之罪，称他身为中书舍人作诏书谴责吕大防时指名宣仁皇后为“老奸”，略无忌惮；又说苏辙试贤良对策时已有异志；之前文彦博子集贤殿修撰、提举明道宫文及甫攻击刘挚也是林希造成的；如今却罪大责轻，望重行降黜，任以闲散官职，以申公宪。徽宗下诏，罢免端明殿学士，依旧为太中大夫、知扬州。建中靖国元年（1101年）二月，因右司谏陈祐再论其迎合章惇、谢罪表章慢上不敬等罪，认为对其责罚过轻，请重行降黜，徙知舒州。不久以通议大夫卒，卒年六十七。十二月，追赠资政殿学士、金紫光禄大夫，谥文节。
另有一女婿张元礼。

## 轶闻
- 邢恕之孙邢绎作其祖父言行录称：林希素来忌惮吕公著，向韩缜推荐弟弟林旦，于是林旦被任为工部员外郎、除殿中侍御史，上疏阻止吕公著引邢恕还朝。林希、林旦因此不为公论所容，不久都被逐。
- 赵挺之《崇宁边略》：太仆寺丞张匋曾说：前日泾原奏筑二寨完工后，同知枢密院林希建议宰相章惇率百僚入贺，章惇不从。章惇奏事独对哲宗时说：“前日泾原奏功，林希欲臣率百官入贺，臣以为此功未足为陛下庆，俟不久生缚梁乙逋、卓贺、夏主顺等至阙，臣等当奉觞上陛下寿，为未晚。”
- 《曾布日录》：元符元年三月二日辛亥，曾布已言吕惠卿、董必不可遣，当晚闻梁焘卒，对林希说：“早如此，则不复力争矣。”林希说：“不然，其它所陈有补者不一，亦不为徒发。”
- 《林希传》：林希到任河东后，经画石之神泉、麟之银城，通道两间而出敌境。选将士分行相视，且遣其属会麟府、岚石军马于境外，图其地，凡二百十四里以闻。合两路之师凡十万进筑，十有三日而八城毕。哲宗览奏，赞其神速，认为诸路进筑虽多，没有十多天就造成八垒的。但《林希传》颇夸大林希，其实是因孙览所经画才能速成。

## 作品
- 《两朝宝训》二十一卷
- 与吕夷简合修《五朝宝训》六十卷[18]
- 《野史》，失传，《续资治通鉴长编》有引用[75]
- 《林子中奏议集》
- 《中书舍人曾巩墓志铭》

## 评价
- 宋宁宗嘉定十年（1217年）正月，魏了翁指林希等人的谥号名不副实。[76]
- 《宋史》：林希草制，务丑诋正人，自知隳坏名节，掷笔而悔之，何晚也；弟旦反其所为，纠劾巨奸，善恶岂相掩哉！[19]